# Adem Zorgane
Adem Zorgane (ar. آدم زرقان; ur. 6 stycznia 2000 w Satifie) – algierski piłkarz grający na pozycji środkowego pomocnika. Od 2021 jest zawodnikiem klubu Royal Charleroi.

## Kariera klubowa
Swoją piłkarską karierę Zorgane rozpoczął w 2011 roku w juniorach klubu Paradou AC. W 2018 roku awansował do pierwszej drużyny. Swój debiut w niej w algierskiej Première Division zaliczył 13 sierpnia 2018 w zremisowanym 1:1 wyjazdowym meczu z MC Algier. W Paradou grał do lata 2021.
Latem 2021 roku Zorgane przeszedł za 2 miliony euro do belgijskiego Royalu Charleroi, a swój debiut w nim zanotował 8 sierpnia 2021 w zremisowanym 1:1 wyjazdowym spotkaniu z Oud-Heverlee Leuven.
| Sezon   | Klub       | Kraj     | Rozgrywki         | Mecze | Gole |
| ------- | ---------- | -------- | ----------------- | ----- | ---- |
| 2018/19 | Paradou AC | Algieria | Première Division | 25    | 1    |
| 2019/20 | Paradou AC | Algieria | Première Division | 19    | 3    |
| 2020/21 | Paradou AC | Algieria | Première Division | 27    | 3    |

## Kariera reprezentacyjna
W reprezentacji Algierii Zorgane zadebiutował 21 września 2019 roku w zremisowanym 0:0 meczu kwalifikacji do Mistrzostw Narodów Afryki 2020 z Marokiem, rozegranym w Al-Bulajdzie.